# Salvatore Gambino
Salvatore Gambino (ur. 27 listopada 1983 w Hagen). Profesjonalny piłkarz niemiecki pochodzenia włoskiego, obecnie pozostający bez klubu, występujący na pozycji środkowego pomocnika, potrafiącego jednak grać na pozycji napastnika.

## Kariera
Swoją karierę Gambino zaczął w 1996, od występach w juniorach C. Później awansował do juniorów B, następnie do juniorów A, aż w końcu zaczął występować w amatorskiej drużynie Borussii. W sezonie 2003/2004 Salvatore Gambino 20 razy pojawił się na boiskach Bundesligi. W sezonie 2004/2005 w wyniku kontuzji ten utalentowany snajper pojawił się na boiskach Bundesligi zaledwie 10 razy. W lipcu 2006 roku na zasadzie wolnego transferu trafił do innego klubu, występującego na drugoligowych boiskach 1. FC Köln. W latach 2008–2009 grał w TuS Koblenz, a następnie przez rok w norweskim Kongsvinger IL.